# Brda (Eslovênia)
Brda (em italiano:  Collio, em alemão:  In den Ecken) é um município da Eslovênia. A sede do município fica na localidade de Dobrovo.